# Frederica von Stade
Frederica von Stade (Somerville, 1 juni 1945) is een Amerikaanse operazangeres (sopraan).

## Carrière
Frederica von Stade, die binnen de familie 'Flicka' werd genoemd, studeerde aan het Mannes College of Music in New York. In 1970 debuteerde ze in de Metropolitan Opera. Een jaar later zong ze Cherubino in Le nozze di Figaro in de Santa Fe Opera in een gezamenlijk podiumdebuut met Kiri Te Kanawa als gravin. In de loop van de daarop volgende jaren zong Von Stade op alle grote operapodia ter wereld. Bij de openingsceremonie van de Olympische Winterspelen 2002 in Salt Lake City zong ze met het Mormon Tabernacle Choir.

## Privéleven
Ze was getrouwd met Peter K. Elkus, die haar ook opleidde en daarom na de scheiding een overeenkomstige compensatie verlangde voor de door achterstellen van zijn eigen carrière verworven marktwaarde van zijn vrouw. De zaak Elkus versus Elkus wordt vaak als gevalsanalyse onderwezen in het eerste studiejaar van de Amerikaanse juridische faculteiten.

## Onderscheidingen
- 1983: Grammy Award en vijf verdere nominaties
- 1983: National Medal of Arts
- 2005: Ordre des Arts et des Lettres
- 2012: Lid van de American Academy of Arts and Sciences
- ????: L'Académie Charles Cros

- Bibsys: 1044312
- Biblioteca Nacional de España: XX852628
- Bibliothèque nationale de France: cb139009207 (data)
- Catàleg d'autoritats de noms i títols de Catalunya: 981058612262406706
- CiNii: DA04096657
- Gemeinsame Normdatei: 123935059
- International Standard Name Identifier: 0000 0000 7360 0059
- Library of Congress Control Number: n82056909
- Nationale Bibliotheek van Letland: 000066811
- MusicBrainz: b688171b-a5c3-4392-aa2b-79c37707407e
- Nationale Bibliotheek van Tsjechië: jx20070809019
- Nationale Bibliotheek van Israël: 987007426293105171
- Nationale Bibliotheek van Polen: a0000002559546
- Nationale en Universitaire bibliotheek Zagreb: 000593495
- Nederlandse Thesaurus van Auteursnamen: 070532559
- Istituto Centrale per il Catalogo Unico: TO0V676740
- LIBRIS: 249476
- SNAC: w6k93959
- Système universitaire de documentation: 112574297
- Trove: 1227995
- Virtual International Authority File: 54334124
- WorldCat: E39PBJwhBMG7vVbjwFrmkKbw4q